# ديكسكوم
مركز ديكسكوم هي شركة تطور وتصنع وتوزع أجهزة مراقبة مستمرة للسكري، لإدارة مرض السكري. تعمل على الصعيد الدولي مع المقر الرئيسي في سان دييغو، كاليفورنيا.

## التاريخ
تأسست ديكسكوم في عام 1999 على يد سكوت جلين وجون بورد ولورين أوتسوكي وإلين بريستون وبريت ميجارجيل. في عام 2006، حصلت ديكسيكوم على موافقة إدارة الغذاء والدواء الأمريكية (FDA) وأطلقت نظام مراقبة الجلوكوز المستمر الاخْتِبارات السِّيرولوجيَّةُ للديكسكوم، وهو جهاز استشعار لمدة ثلاثة أيام يوفر ما يصل إلى 288 قياسًا للجلوكوز كل 24 ساعة. تلقت ديكسكوم الموافقة على منتجها من الجيل الثاني، وهو نظام المراقبة السبعة المستمر للجلوكوز، في مايو 2007. يعمل هذا الجهاز على تحسين الدقة ويطيل الاستخدام من ثلاثة إلى سبعة أيام. في عام 2008، أعلنت ديكسكوم عن اتفاقيتي تطوير للمستهلكين مع شركة انسوليت وشركة أنيماس بالإضافة إلى اتفاقية تطوير مع إدواردز لايف ساينس لجهاز مراقبة الجلوكوز المستمر في بيئة مستشفى وحدة العناية المركزة. في فبراير 2009، تلقت ديكسكوم الموافقة على جهاز مراقبة الجلوكوز المستمر سفن بلس، وهو نظام جديد لمراقبة الجلوكوز المستمر من إدارة الغذاء والدواء. حصل هذا المنتج على علامة السلامة الأوروبية في نوفمبر 2009. في عام 2013، توقف التطوير للتكامل مع انسوليت. أبرمت ديكسكوم اتفاقية غير حصرية مع مركز رعاية مرض السكري الترادفي. في عام 2015 للسماح بدمج أنظمة مراقبة الجلوكوز المستمرة جي 5 وجي 6 في مضخات الأنسولين الترادفية. تمت الموافقة على جي 5 في عام 2016 من قبل إدارة الأغذية والعقاقير لاستخدامه كجهاز مستقل، بينما حصل جي 6 على الموافقة في عام 2018.
حصلت سلسلة مراقبة الجلوكوز المستمر CGM الأولى من ديكسكوم، جي 4 بلاتينيوم، على علامة السلامة الأوروبية وموافقة إدارة الغذاء والدواء في عام 2012 للبالغين الذين تبلغ أعمارهم 18 عامًا أو أكثر. أدى هذا الجهاز الجديد إلى تحسين دقة السكر في الدم بنسبة 30٪. كما يوفر نطاق إرسال أطول بين المستشعر وجهاز الاستقبال بالإضافة إلى شاشة العرض البلوري السائل شاشة العرض البلوري السائل ملونة. تمت الموافقة على جي 4 بلاتينيوم لاحقًا من قبل إدارة الغذاء والدواء الأمريكية للاستخدام في المرضى الذين تتراوح أعمارهم بين 2-17 في فبراير 2014. تلقت ديكسكوم بعد ذلك موافقة إدارة الغذاء والدواء في يناير 2015 للحصول على G4 بلاتينيوم مع المشاركة، مما يسمح بمشاركة بيانات CGM مع ما يصل إلى خمسة أشخاص آخرين باستخدام تطبيقات الهاتف الذكي «مشاركة» و «متابعة». تمت الموافقة على ديكسكوم G5 في أغسطس 2015 من قبل إدارة الغذاء والدواء لاستخدامه كجهاز مستقل، ويحتوي G5 على تقنية بلوتوث مدمجة في جهاز الإرسال، مما يسمح له بنقل البيانات إلى جهاز محمول. يسمح ذلك باستخدام الجهاز بدون جهاز استقبال مستقل. ثم حصل ديكسكوم G5 على علامة السلامة الأوروبية CE في سبتمبر 2015.

## الشراكة
أبرمت ديكسيكوم اتفاقية غير حصرية مع مركز رعاية مرض السكري الترادفي. في عام 2015 للسماح بدمج أنظمة مراقبة الجلوكوز المستمرة G5 و G6 في مضخات الأنسولين والترادف. في يونيو 2019، أعلنت ديكسيكوم عن تعاونها مع أُبُلَّة طبية لتمكين تبادل بيانات جهاز مراقبة الجلوكوز المستمر للديكسكوم مع بيانات الأنسولين InPen ™ في تطبيقات برامج الشركتين.
حصلت رعاية مرض السكري الترادفي على موافقة إدارة الغذاء و الدواء في ديسمبر 2019 لـ تضبيط الذكاء، وهي تقنية الحلقة المغلقة التي تستخدم الترادفي t: مضخة الأنسولين X2 سليم وديكسكوم جي 6 لزيادة أو تقليل أو إيقاف توصيل الأنسولين تلقائيًا استجابةً لمستويات الجلوكوز للأشخاص الذين يعانون من مرض السكر النوع 1. "دخلت ديكسكوم في شراكة مع ليفونجو، وهي شركة رقمية لإدارة الرعاية المزمنة، في يناير 2020 لمشاركة بيانات مراقبة الجلوكوز المستمرة من ديكسكوم جي 6 مع منصة ليفونجو. سيسمح هذا التكامل لشركة ليفونجو بدمج بيانات المراقبة المستمرة لمرض السكري جنبًا إلى جنب مع بيانات المرضى الأخرى لتقديم رؤى صحية استنادًا إلى خوارزميتها لمساعدة المرضى على إدارة مرض السكري لديهم. في فبراير 2020، وقعت شركة ديكسيكوم وشركة انسوليت اتفاقية عالمية غير حصرية للجمع بين أنظمة مراقبة الجلوكوز المستمرة الحالية والمستقبلية من ديكسيكوم مع كبسولة الأنسولين الخالية من الأنابيب انسوليت Insulet في نظام أفق أومنيبود لتوصيل الأنسولين تلقائيًا. سيعطي هذا القدرة على ضبط جرعات الأنسولين بناءً على خوارزمية انسوليت أو من خلال هواتفهم الذكية. أعلنت الشركة أيضًا في مارس 2020 عن شراكة مع ويلدوك لدمج بيانات G6 CGM مع بلوستار BlueStar ، وهي منصة رقمية لإدارة مرض السكري. سيجمع بلوستار بين بيانات المراقبة المستمرة لمرض السكري ومعلومات عن نشاط المرضى وتغذيتهم ونومهم وعوامل أخرى لمساعدتهم على إدارة حالتهم.

## روابط خارجية
- الموقع الرسمي
- - بيانات النشاط التجاري لـ ديكسكوم: